# آني بوتس
آني بوتس (بالإنجليزية: Annie Potts)‏ مواليد 28 أكتوبر 1952 في ناشفيل، الولايات المتحدة، هي ممثلة أمريكية بدأت مسيرتها الفنية عام 1976.

## وصلات خارجية
- آني بوتس على موقع IMDb (الإنجليزية)
- آني بوتس على موقع ميتاكريتيك (الإنجليزية)
- آني بوتس على موقع روتن توميتوز (الإنجليزية)
- آني بوتس على موقع ألو سيني (الفرنسية)
- آني بوتس على موقع ميوزك برينز (الإنجليزية)
- آني بوتس على موقع تيرنر كلاسيك موفيز (الإنجليزية)
- آني بوتس على موقع أول موفي (الإنجليزية)
- آني بوتس على موقع قاعدة بيانات برودواي على الإنترنت (الإنجليزية)
- آني بوتس على موقع قاعدة بيانات الأفلام السويدية (السويدية)
- آني بوتس على موقع إن إن دي بي (الإنجليزية)